# Трибхуванадитьяварман
Трибхуванадитьяварман (кхмер. ត្រីភូវនាទិត្យវរ្ម័ន, ум. 1177) — император Кхмерской империи (1166—1177).

## Биография
Трибхуванадитьяварман был придворным сановником и стал вдохновителем заговора, результатом которого явилось убийство Яшовармана II.
При Трибхуванадитьявармане социальный кризис, проявившийся в «восстании Раху», обострился в связи с нежеланием правителя проводить какие-либо реформы и продолжением неудачных войн с Чампой. Война шла с переменным успехом, однако успехи, в отличие от прошлых десятилетий, чаще сопутствовали меньшей по размерам, но богатой и имевшей сильную армию Чампе.
В 1177 году царь Тямпы Джайя Индраварман  IV при помощи мощного флота, обошёл восточные области империи, близ которых шли основные сражения, и, в сжатые сроки поднявшись по Меконгу, реке Тонлесап и озеру Тонлесап, вошёл в реку Сиемреап и осадил Яшодхарапуру (Ангкор). Прежде чем кхмерские армии стянулись к столице, чамы начали штурм, город был взят, Трибхуванадитьяварман погиб в бою.